# Geleen
Geleen (prononcé en néerlandais : [ɣəˈleːn] ; en limbourgeois : Gelaen) est une ville néerlandaise située dans la commune de Sittard-Geleen, dans la province du Limbourg. Au 1er janvier 2021, Geleen compte 31 245 habitants.

## Histoire
Geleen est une commune indépendante jusqu'au 1er janvier 2001. La commune fusionne alors avec Born et Sittard pour former la nouvelle commune de Sittard-Geleen.
Depuis 1962, Geleen est jumelée avec la ville française de Pontoise, dans le Val-d'Oise.

## Personnalité liée à Geleen
- Sarah Mathilde Domogala, réalisatrice, y est née en 1978.